# Rio Chiriţa
O Rio Chiriţa é um rio da Romênia, afluente do Bahlui, localizado no distrito de Iaşi.